# نشان ملی بلغارستان
نشان ملی جمهوری بلغارستان در سال ۱۹۹۷ میلادی جایگزین نشان رسمی جمهوری خلق بلغارستان (۱۹۴۶-۱۹۹۰) گردید این نشان تقریباً همان نشان رسمی پادشاهی بلغارستان (۱۹۲۷-۱۹۴۶) می‌باشد که تنها تغییرات جزئی پیدا کرده‌است، البته خود این نشان از نشان رسمی شاهزادگی بلغارستان (۱۸۷۸ - ۱۹۰۸) الهام گرفته‌شده‌است.

## نگارخانه

نشان رسمی جمهوری خلق بلغارستان
نشان رسمی پادشاهی بلغارستان
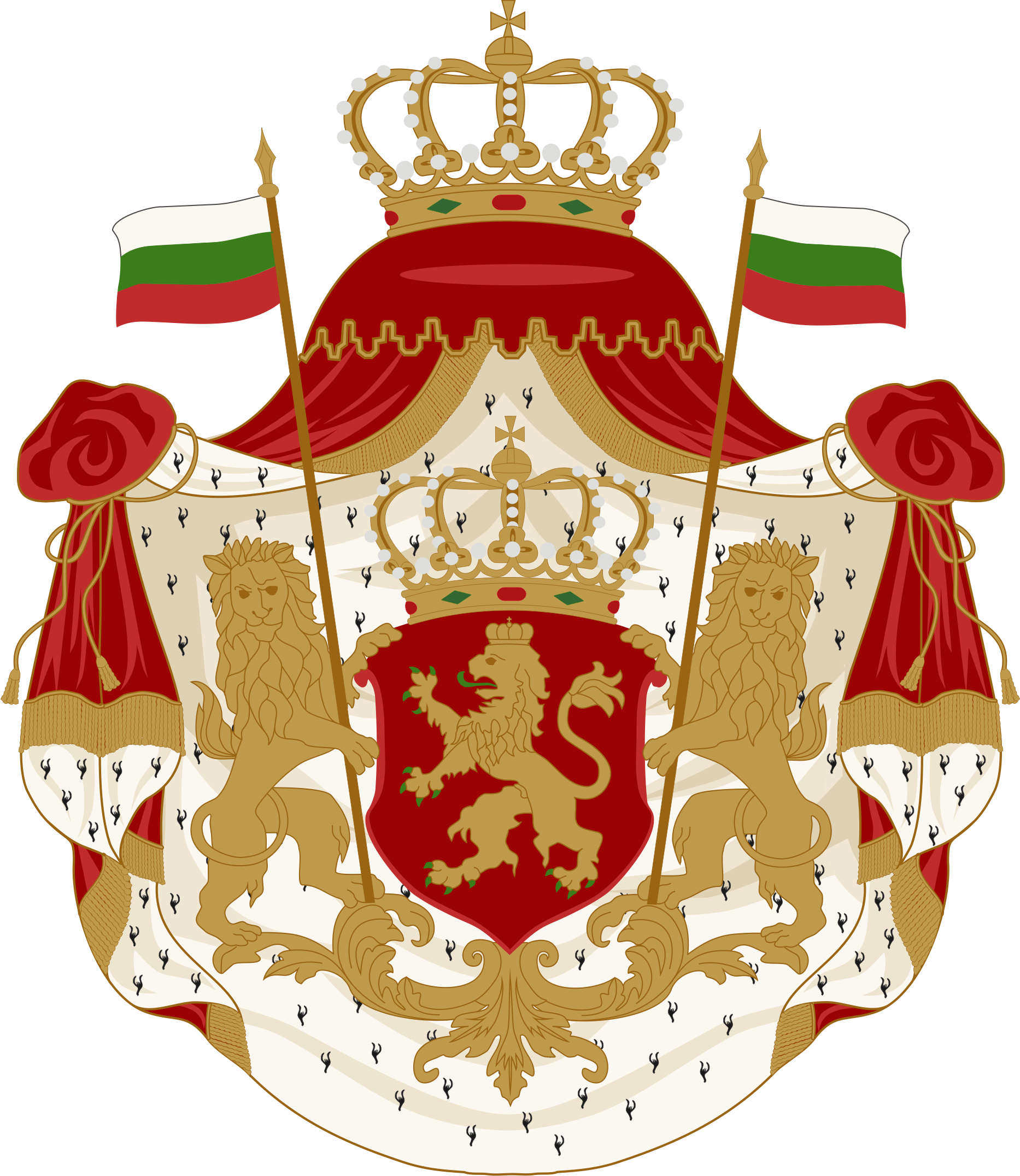
نشان رسمی شاهزادگی بلغارستان